# هیوز ایکس‌وی-۹
هیوز ایکس‌وی-۹ (به انگلیسی: Hughes XV-9) یک بالگرد آزمایشی بود که در دهه ۱۹۶۰ میلادی به دست شرکت آمریکایی هیوز هلیکوپترز ساخته شد. این بالگرد برای نخستین بار در کالور سیتی، کالیفرنیا پرواز کرد.

## طراحی و توسعه
این بالگرد به سفارش نیروی زمینی ایالات متحده آمریکا ساخته شد و در ساخت آن دو دستگاه موتور جنرال الکتریک تی۶۴ به‌کار بردند. ارابه فرود این بالگرد آزمایشی از سیکورسکی اچ-۳۴ قرض گرفته شد.

## مشخصات

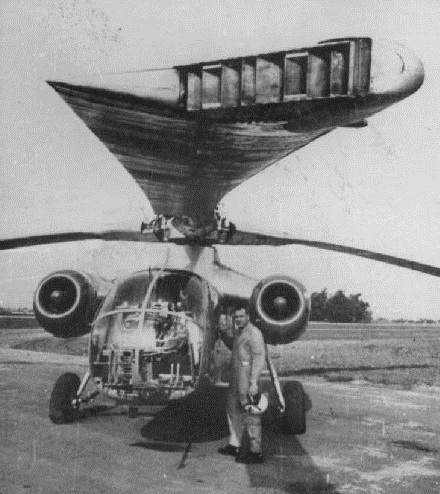
Detail of the bladetip diffuser

داده‌ها از U.S. Army Aircraft Since 1947
ویژگی‌های عمومی
- خدمه: ۲
- طول: ۴۵ فوت ۰ اینچ (۱۳٫۷۲ متر)
- ارتفاع: ۱۲ فوت ۰ اینچ (۳٫۶۶ متر)
- وزن خالی: ۸٬۵۰۰ پوند (۳٬۸۶۴ کیلوگرم)
- وزن ناخالص: ۱۵٬۳۰۰ پوند (۶٬۹۵۵ کیلوگرم)
- پیشرانه: ۲ عدد  General Electric YT64-GE-6 gas turbine, ۲٬۸۵۰ hp (۲٬۱۲۶ kW)  در هر موتور
- قطر روتور اصلی:  ۵۵ فوت ۰ اینچ (۱۶٫۷۶ متر)
- مساحت روتور اصلی: ۲٬۳۷۶ فوت مربع (۲۲۰٫۶ متر مربع)

عملکرد
- حداکثر سرعت: ۱۷۳ مایل بر ساعت (۲۷۹ کیلومتر بر ساعت، ۱۵۰ گره)
- سرعت کروز: ۱۵۰ مایل بر ساعت (۲۴۲ کیلومتر بر ساعت، ۱۳۰ گره)
- بُرد: ۱۶۵ مایل (۲۶۶ کیلومتر، ۱۴۳ مایل دریایی)
- حداکثر ارتفاع: ۱۱٬۵۰۰ فوت (۳٬۵۰۵ متر)